# Cattedrale di Bacolod
La Cattedrale di Bacolod, nota anche come cattedrale di San Sebastiano, (in filippino: Katedral ni San Sebastian) è una chiesa cattolica sita nella città di Bacolod, in Negros Occidental, Filippine, ed è la cattedrale della diocesi di Bacolod.